# Ramón de la Fuente Leal
Ramón de la Fuente Leal znany jako Lafuente (ur. 31 grudnia 1907 w Bilbao, zm. 15 września 1973 w Madrycie) – hiszpański piłkarz i trener, reprezentant kraju, grający na pozycji napastnika.

## Kariera klubowa
Lafuente przygodę z piłką rozpoczął w 1923 w baskijskim zespole Barakaldo CF, w którym to klubie grał do 1926. Następnie przeniósł się do Athleticu Bilbao. Świętował wraz z Rojiblancos zdobycie Pucharu Króla w latach 1930, 1931, 1932 i 1933. Trzykrotnie został z Athleticiem mistrzem Hiszpanii w sezonach 1929/30, 1930/31 i 1933/34. Przez 8 lat gry dla ekipy z San Mamés zagrał w 96 spotkaniach i strzelił 26 bramek. 
Od 1934 występował w Atlético Madryt. Pierwszy sezon w barwach Atlético zakończył 20 spotkaniami, w których strzelił jedną bramkę. Następny sezon zakończył z zerowym bilansem spotkań ze względu na kontuzję. Wybuch wojny domowej w Hiszpanii sprawił, że Lafuente zakończył karierę piłkarską w wieku 28 lat.
| Sezon   | Klub            | Kraj      | Rozgrywki        | Mecze | Bramki |
| ------- | --------------- | --------- | ---------------- | ----- | ------ |
| 1923/24 | Barakaldo CF    | Hiszpania |                  |       |        |
| 1924/25 | Barakaldo CF    | Hiszpania |                  |       |        |
| 1925/26 | Barakaldo CF    | Hiszpania |                  |       |        |
| 1926/27 | Athletic Bilbao | Hiszpania |                  |       |        |
| 1927/28 | Athletic Bilbao | Hiszpania |                  |       |        |
| 1928/29 | Athletic Bilbao | Hiszpania | Primera División | 14    | 12     |
| 1929/30 | Athletic Bilbao | Hiszpania | Primera División | 17    | 3      |
| 1930/31 | Athletic Bilbao | Hiszpania | Primera División | 17    | 2      |
| 1931/32 | Athletic Bilbao | Hiszpania | Primera División | 16    | 2      |
| 1932/33 | Athletic Bilbao | Hiszpania | Primera División | 15    | 2      |
| 1933/34 | Athletic Bilbao | Hiszpania | Primera División | 17    | 3      |
| 1934/35 | Atlético Madryt | Hiszpania | Primera División | 20    | 1      |
| 1935/36 | Atlético Madryt | Hiszpania | Primera División |       |        |

## Kariera reprezentacyjna
Karierę reprezentacyjną rozpoczął 17 kwietnia 1927 meczem z reprezentacją Szwajcarii, wygranym 1:0. 
W 1934 został powołany na Mistrzostwa Świata. Wystąpił w dwóch spotkaniach z Brazylią i ćwierćfinale z Włochami. Po raz ostatni w reprezentacji zagrał 24 stycznia 1935 w wygranym 2:0 spotkaniu przeciwko Francji. Łącznie Lafuente w latach 1927–1935 zagrał w 8 spotkaniach La Furia Roja.
| Mecze i gole w reprezentacji | Mecze i gole w reprezentacji | Mecze i gole w reprezentacji | Mecze i gole w reprezentacji | Mecze i gole w reprezentacji | Mecze i gole w reprezentacji | Mecze i gole w reprezentacji |
| #                            | Data                         | Miasto                       | Przeciwnik                   | Gol                          | Wynik                        | Rozgrywki                    |
| ---------------------------- | ---------------------------- | ---------------------------- | ---------------------------- | ---------------------------- | ---------------------------- | ---------------------------- |
| 1.                           | 17.04.1927                   | Santander                    | Szwajcaria                   |                              | 1:0                          | towarzyski                   |
| 2.                           | 08.01.1928                   | Lizbona                      | Portugalia                   |                              | 2:2                          | towarzyski                   |
| 3.                           | 30.11.1930                   | Porto                        | Portugalia                   |                              | 1:0                          | towarzyski                   |
| 4.                           | 19.04.1931                   | Bilbao                       | Włochy                       |                              | 0:0                          | towarzyski                   |
| 5.                           | 24.04.1932                   | Oviedo                       | Jugosławia                   |                              | 2:1                          | towarzyski                   |
| 6.                           | 27.05.1934                   | Genua                        | Brazylia                     |                              | 3:1                          | MŚ 1934                      |
| 7.                           | 31.05.1934                   | Florencja                    | Włochy                       |                              | 1:1                          | MŚ 1934                      |
| 8.                           | 24.01.1935                   | Chamartín                    | Francja                      |                              | 2:0                          | towarzyski                   |

## Kariera trenerska
W latach 1943–1945 trenował zespół Deportivo La Coruña.

## Sukcesy
Athletic Bilbao
- Mistrzostwo Hiszpanii (3): 1929/30, 1930/31, 1933/34
- Puchar Króla (4): 1930, 1931, 1932, 1933
- Mistrzostwo Kraju Basków (7): 1926/27, 1927/28, 1928/29, 1930/31, 1931/32, 1932/33, 1933/34